# Aliabad-e Goud Ginestan
Aliabad-e Goud Girestan (perski: علي ابادگودگينستان) – wieś w Iranie, w ostanie Jazd. W 2006 roku liczyła 11 mieszkańców w 6 rodzinach.